# Айзенбайссер-Ферару, Альфред
А́льфред Айзенба́йссер-Фера́ру (нем. Alfred Eisenbeisser, рум. Alfred "Fredi" Fieraru; 7 апреля 1908, Черновцы — 1 июля 1991, Берлин) — румынский футболист и фигурист, этнический немец.

## Карьера футболиста

### Клубная
Начинал свою карьеру в команде «Ян» из Черновцов, в 1930 году присоединился к клубу из того же города «Драгош Водэ». Через два года в октябре месяце он перешёл в команду «Венус», дебютировав в матче против «Оради». Провёл 10 сезонов в клубе: в 1934, 1937 и 1939 годах становился чемпионом страны. В 1944 году завершил карьеру футболиста.

### В сборной
После выступлений в клубе его вызвали в сборную Румынии для подготовки к играм чемпионата мира 1930 года. Он выступил в двух матчах сборной против команд Перу и Уругвая.

### Приступ пневмонии
После чемпионата мира румынская команда возвращалась домой на корабле. Во время путешествия Айзенбайссер тяжело заболел после принятия холодной ванны. По прибытии корабля в Геную Айзенбайссер был срочно госпитализирован с диагнозом пневмонии. Члены румынской делегации, которые были на корабле, подумали, что Айзенбайссер умирает, и срочно вызвали священника для причастия и исповеди. Когда румынские футболисты вернулись домой, то представитель делегации объявил о смерти Альфреда (мать Альфреда даже начала готовиться к похоронам), однако вскоре сам Айзенбайссер вернулся домой и опроверг все слухи о своей смерти.

## Карьера фигуриста
Помимо футбола, Альфред занимался и фигурным катанием. Он выступил на чемпионате Европы 1934 года в паре с Ириной Тимциц, заняв 7-е место в парном разряде. Вместе они выступили Олимпиаде в Гармиш-Партенкирхене, став 13-ми. Последним крупным соревнованием по фигурному катанию в жизни Альфреда стал чемпионат Европы 1939, где он с Иляной Молдован занял 9-е место.
В 1932 году также сыграл 4 матча на чемпионате Европы по хоккею, его команда заняла последнее место, не забросив ни одной шайбы.

## Статистика
| № | Дата             | Место проведения    | Соперник     | Счёт | Голы | Турнир                            |
| 1 | 14 июля 1930     | Монтевидео, Уругвай | Перу         | 3:1  | -    | Чемпионат мира 1930               |
| 2 | 21 июля 1930     | Монтевидео, Уругвай | Уругвай      | 0:4  | -    | Чемпионат мира 1930               |
| 3 | 20 сентября 1931 | Орадя, Румыния      | Чехословакия | 4:1  | -    | Кубок Центральной Европы (любит.) |
| 4 | 4 октября 1931   | Будапешт, Венгрия   | Венгрия      | 0:4  | -    | Кубок Центральной Европы (любит.) |
| 5 | 3 ноября 1935    | Бухарест, Румыния   | Польша       | 4:1  | -    | Товарищеский матч                 |
| 6 | 10 мая 1936      | Бухарест, Румыния   | Югославия    | 3:2  | -    | King Carol II Cup 1936            |
| 7 | 17 мая 1936      | Бухарест, Румыния   | Греция       | 5:2  | -    | Балканский Кубок 1936             |
| 8 | 4 декабря 1938   | Прага, Чехословакия | Чехословакия | 2:6  | -    | Eduard Benes Cup                  |
| 9 | 7 мая 1939       | Бухарест, Румыния   | Югославия    | 1:0  | -    | King Carol II Cup 1939            |

Итого: 9 матчей / 0 голов; 6 побед, 0 ничьих, 3 поражения.